# Laurence Olivier Award for Supporting Artist of the Year
Der Laurence Olivier Award for Supporting Artist of the Year (deutsch: Laurence Olivier Auszeichnung für den Nebendarsteller des Jahres) war ein britischer Theater- und Musicalpreis, der 1976 vergeben wurde.

## Geschichte und Hintergrund
Die Laurence Olivier Awards werden seit 1976 jährlich in zahlreichen Kategorien von der Society of London Theatre vergeben. Sie gelten als höchste Auszeichnung im britischen Theater und sind vergleichbar mit den Tony Awards am amerikanischen Broadway. Ausgezeichnet werden herausragende Darsteller und Produktionen einer Theatersaison, die im Londoner West End zu sehen waren. Die Nominierten und Gewinner der Laurence Olivier Awards „werden jedes Jahr von einer Gruppe angesehener Theaterfachleute, Theaterkoryphäen und Mitgliedern des Publikums ausgewählt, die wegen ihrer Leidenschaft für das Londoner Theater“ bekannt sind. Einer der Auszeichnungen war der Laurence Olivier Award for Supporting Artist of the Year. Diese kombinierte Auszeichnung für Schauspieler wurde nur 1976 vergeben und ging an eine Schauspielerin.

## Gewinner und Nominierte
Die Übersicht der Gewinner und Nominierten listet pro Jahr die nominierten Darsteller und ihre Rollen in den Schauspielen. Der Gewinner eines Jahres ist grau unterlegt und fett angezeigt.

### 1976
| Jahr | Darsteller/-in     | Schauspiel                                                     | Rolle                                                        |
| 1976 |                    |                                                                |                                                              |
| ---- | ------------------ | -------------------------------------------------------------- | ------------------------------------------------------------ |
| 1976 | Margaret Courtenay | Separate Tables                                                | Mrs Railton-Bell                                             |
| 1976 | Bill Fraser        | The Fool, M. Perrichon’s Travels, Twelfth Night und The Circle | Admiral Radstock / Photographer / Toby Belch / Lord Porteous |
| 1976 | Trevor Peacock     | Henry IV, Parts 1 und 2 und The Merry Wives of Windsor         | Poins / Sir Hugh Evans                                       |
| 1976 | André van Gyseghem | Henry IV, Parts 1 und 2 und Hamlet                             | Baron Tito Belcredi / Polonius                               |